# بارانیاینو
بارانیاینو (به مجاری: Baranyajenő) یک منطقهٔ مسکونی در مجارستان است که در ناحیه هدی‌هات واقع شده‌است. بارانیاینو ۴۱۲ نفر جمعیت دارد.